# David Hájek
David Hájek (* 25. října 1977) byl český basketbalista hrající Národní basketbalovou ligu za tým Geofin Nový Jičín. Hrál na pozici křídla.
Je vysoký 201 cm, váží 92 kg.
Jedná se o člena širšího reprezentačního kádru.

## Kariéra
- 1996–1997 : BC Stavex Brno
- 1997–1998 : BC Draci Brno
- 1998–2003 : BC BVV Brno
- 2003–2007 : Mlékárna Kunín
- 2007–2008 : Geofin Nový Jičín

## Statistiky
| Sezóna   | Soutěž      | Odehrané minuty | Průměr na zápas | Body | Průměr na zápas |
| -------- | ----------- | --------------- | --------------- | ---- | --------------- |
| 1998/99  | Mattoni NBL | 269.7           | 10.8            | 72   | 2.9             |
| 1999/00  | Mattoni NBL | 249.6           | 8.9             | 60   | 2.1             |
| 2000/01  | Mattoni NBL | 560.1           | 13.3            | 185  | 4.4             |
| 2001/02  | Mattoni NBL | 550.1           | 21.2            | 277  | 10.7            |
| 2002/03  | Mattoni NBL | 728.2           | 18.7            | 316  | 8.1             |
| 2003/04  | Mattoni NBL | 1102.3          | 24.0            | 301  | 6.5             |
| 2004/05  | Mattoni NBL | 474.0           | 21.5            | 132  | 6.0             |
| 2004/05  | Český pohár | 79.2            | 26.4            | 41   | 13.7            |
| 2005/06  | Mattoni NBL | 1138.3          | 25.3            | 335  | 7.4             |
| 2005/06  | Český pohár | 46.2            | 23.1            | 21   | 10.5            |
| 2006/07* | Mattoni NBL | 441.5           | 24.5            | 111  | 6.2             |

 *Rozehraná sezóna - údaje k 20.1.2007 